# Jacques Deray
Jacques Deray (Lyon, 19 de fevereiro de 1929 – Boulogne-Billancourt, 9 de agosto de 2003) foi um cineasta francês.

## Filmografia
- 1960 : Le Gigolo
- 1962 : Rififi à Tokyo [fr]
- 1963 : Symphonie pour un massacre [fr]
- 1965 : Par un beau matin d'été
- 1966 : Avec la peau des autres [fr]
- 1966 : L'Homme de Marrakech [fr]
- 1969 : La piscine
- 1970 : Borsalino
- 1971 : Doucement les basses [fr]
- 1971 : Un peu de soleil dans l'eau froide
- 1972 : Un homme est mort
- 1974 : Borsalino & Co
- 1975 : Flic Story
- 1977 : Le Gang [fr]
- 1978 : Butterfly on the Shoulder
- 1980 : Three Men to Kill (Trois hommes à abattre)
- 1983 : Le Marginal
- 1985 : On ne meurt que deux fois [fr]
- 1987 : Le Solitaire
- 1987 : Maladie d'amour
- 1989 : Les Bois noirs
- 1991 : Contre l'oubli (film collectif)
- 1991 : Netchaïev est de retour
- 1993 : Un crime [fr]
- 1994 : 3000 scénarios contre un virus (segment « Arnaud et ses copains »)
- 1994 : L'Ours en peluche
- 1998 : Clarissa [fr] (Telefilme)
- 2000 : On n'a qu'une vie (Telefilme)
- 2001 : Lettre d'une inconnue (Telefilme)